# Мала Лока при Вишњи Гори
Мала Лока при Вишњи Гори (словен. Mala Loka pri Višnji Gori) насељено место у општини Гросупље, централна Словенија, покрајина Долењска. Општина припада регији Средишња Словенија.
Налази се на надморској висини 341,7 м, површине 1,39 км². Приликом пописа становништва 2002. године насеље је имало 40 становника.

## Име
Назив насеља промењен је из Мала Лока у Мала Лока при Вишњи Гори 1953. године. У прошлости је имало немачко име Клајлак.

## Културна баштина
Мала капела у северном делу насеља је посвећена Госпи од жалости, а саграђена је крајем 19. века..